# Mallén
Mallén – gmina w Hiszpanii, w prowincji Saragossa, w Aragonii, o powierzchni 37,42 km². W 2011 roku gmina liczyła 3714 mieszkańców.